# سمينت
سمينت (بالإنجليزية: SmiNet)‏ هو نظام لمراقبة الأمراض المعدية في السويد، تم إنشاؤه في عام 2004.   يمكن للأطباء الممارسين والمختبرات الإبلاغ عن الحالات الفردية للأمراض المعدية الواجب الإبلاغ عنها في السويد على SmiNet.  يتم الإبلاغ عن الحالات المشتبه بها للإصابة بمرض كوفيد-19 على SmiNet، باستخدام النموذج المخصص لمرض السارس .  يقوم SmiNet بدمج نتائج المختبر في السجلات السريرية للفرد باستخدام رقم الضمان الاجتماعي الخاص به.  يحتوي SmiNet أيضًا على أدوات للتحقيق في تفشي الأمراض وتتبع المخالطين وإدارة الحالات. خلال العام الأول من إنشائه، تلقى SmiNet 54,980 إخطارًا سريريًا و32,765 إخطارًا مختبريًا، مما أدى إلى إنشاء 58,891 سجل حالة.  توصلت دراسة أجريت عام 2011 إلى أن أصحاب المصلحة اعتبروا أن SmiNet يوفر معلومات مفيدة لاتخاذ القرارات المتعلقة بالسياسات الصحية. 